# Портер, Ховард
Ховард Портер (англ. Howard Porter; 31 августа 1948, Стюарт, штат Флорида, США — 26 мая 2007, Миннеаполис, штат Миннесота, США) — американский профессиональный баскетболист. Финалист турнира Национальной ассоциации студенческого спорта (NCAA) сезона 1970/1971 годов, по итогам которого был признан его самым выдающимся игроком.

## Ранние годы
Ховард Портер родился 31 августа 1948 года в городе Стюарт (штат Флорида), учился в средней школе имени Эммы Букер в городе Сарасота (Флорида), в которой играл за местную баскетбольную команду. В 1967 году, будучи лидером команды, стал в её составе чемпионом межшкольной спортивной ассоциации штата Флорида.

## Студенческая карьера
В 1971 году окончил Университет Вилланова, где в течение трёх лет играл за студенческую команду «Вилланова Уайлдкэтс», в которой провёл успешную карьеру под руководством Джека Крафта. При Портере «Уайлдкэтс» ни разу не выигрывали ни регулярный чемпионат, ни турнир конференции Independent, однако три раза выходили в плей-офф студенческого чемпионата США (1969—1971).
В 1970 году «Вилланова Уайлдкэтс» дошли до четвертьфинала турнира NCAA (англ. Elite Eight), в котором, 14 марта, без борьбы проиграли команде Боба Ленье «Сент-Бонавентура Боннис», со счётом 74—97, в котором Портер стал третьим по результативности игроком своей команды, набрав 14 очков. В следующем году «Дикие коты» стали серебряными призёрами турнира Национальной ассоциации студенческого спорта (NCAA), а Ховард Портер был признан самым выдающимся игроком этого баскетбольного турнира (MOP). 20 марта «Уайлдкэтс» вышли в финал четырёх турнира NCAA (англ. Final Four), где сначала в полуфинале, 25 марта, в упорной борьбе, в дополнительное время, обыграли команду «Вестерн Кентукки Хиллтопперс» со счётом 92—89, в котором Ховард стал вторым по результативности игроком своей команды, набрав 22 очка, а затем в финальной игре, 27 марта, проиграли команде Сидни Уикса и Генри Бибби «УКЛА Брюинз» со счётом 62—68, где Портер стал лучшим по результативности игроком своей команды, набрав 25 очков.
Впоследствии титул MOP турнира и все результаты «Уайлдкэтс» в сезоне 1970/1971 годов были аннулированы, так как в середине сезона Ховард Портер грубо нарушил правила NCAA, подписав контракт с профессиональный командой «Питтсбург Кондорс», выступавшей в Американской баскетбольной ассоциации (АБА), хотя и не провёл в её составе ни одного матча. Кроме того в 1969 году стал сообладателем приза имени Роберта Гизи, разделив лавры вместе с Кеном Дарреттом, а в 1971 году был включён во 2-ю всеамериканскую сборную NCAA. В 1997 году свитер с номером 54, под которым он выступал за «Вилланова Уайлдкэтс», был изъят из обращения и вывешен под сводами «Павильона», баскетбольной площадки, на которой «Дикие коты» проводят свои домашние матчи.

## Профессиональная карьера
Играл на позиции лёгкого форварда и тяжёлого форварда. 29 марта 1971 года был выбран во втором раунде на драфте НБА под общим 32-м номером командой «Чикаго Буллз», в которой отыграл первые три сезона своей профессиональной карьеры, набрав 1303 очка за 183 игры (в среднем 7,1 за игру). В сезоне 1973/1974 годов «Быки» дошли до финала Западной конференции, проиграв без борьбы со счётом 0—4 в серии команде «Милуоки Бакс». 28 мая 1974 года Ховард Портер был обменян в клуб «Нью-Йорк Никс» на выбор в первом раунде на драфте НБА 1974 года и во втором раунде на драфте НБА 1975 года, однако уже в середине следующего сезона, 24 декабря 1974 года, был обменян в «Детройт Пистонс» на выбор в первом раунде на драфте НБА 1975 года. В составе «Поршней» Портер провёл свои лучшие годы в НБА, отыграв два полных и два неполных сезона, набрав 2173 очка за 202 игры (в среднем 10,8 за игру). В сезоне 1975/1976 годов «Пистонс» дошли до полуфинала Западной конференции, проиграв со счётом 2—4 в серии команде «Голден Стэйт Уорриорз».
7 ноября 1977 года, в самом начале сезона 1977/1978 годов, руководство «Поршней» решило обменять Ховарда вместе с Кевином Портером в команду «Нью-Джерси Нетс» на Эла Скиннера и на выбор во втором раунде на драфтах 1978 и 1979 годов, по окончании которого решил завершить свою спортивную карьеру. Всего за карьеру в НБА сыграл 457 игр, в которых набрал 4215 очков (в среднем 9,2 за игру), сделал 1872 подбора, 211 передач, 156 перехватов и 212 блок-шотов.

## Смерть
После завершения профессиональной карьеры Ховард Портер долгое время проработал на должности офицера пробации. Исчез 18 мая 2007 года. Рано утром 19 мая он был найден жестоко избитым в переулке Миннеаполиса, (штат Миннесота), а 26 мая умер от травм, полученных в результате нападения. Первоначально в связи с его убийством местная полиция арестовала 33-летнюю женщину по имени Таня Вашингтон. Впоследствии пресс-служба полиции заявила, что против Вашингтон у неё нет достаточно доказательств для предъявления обвинения. 4 сентября полиция сообщила, что по обвинению в убийстве Портера был обвинён и арестован Рашад Артур Роли. В настоящее время Роли отбывает пожизненное заключение за совершённое им преступление. Ховард Портер был похоронен на кладбище Вашингтон-Парк в статистически обособленной местности Орло-Виста, (штат Флорида).

## Статистика

### Статистика в НБА
| Сезон                                                                                    | Команда    | Регулярный сезон | Регулярный сезон | Регулярный сезон | Регулярный сезон | Регулярный сезон | Регулярный сезон | Регулярный сезон | Регулярный сезон | Регулярный сезон | Регулярный сезон | Регулярный сезон | Серия плей-офф | Серия плей-офф | Серия плей-офф | Серия плей-офф | Серия плей-офф | Серия плей-офф | Серия плей-офф | Серия плей-офф | Серия плей-офф | Серия плей-офф | Серия плей-офф |
| Сезон                                                                                    | Команда    | GP               | GS               | MPG              | FG%              | 3P%              | FT%              | RPG              | APG              | SPG              | BPG              | PPG              | GP             | GS             | MPG            | FG%            | 3P%            | FT%            | RPG            | APG            | SPG            | BPG            | PPG            |
| ---------------------------------------------------------------------------------------- | ---------- | ---------------- | ---------------- | ---------------- | ---------------- | ---------------- | ---------------- | ---------------- | ---------------- | ---------------- | ---------------- | ---------------- | -------------- | -------------- | -------------- | -------------- | -------------- | -------------- | -------------- | -------------- | -------------- | -------------- | -------------- |
| 1971/72                                                                                  | Чикаго     | 67               |                  | 10,9             | 42,4             |                  | 76,6             | 2,7              | 0,4              |                  |                  | 6,0              | 4              |                | 7,8            | 42,9           |                | 100,0          | 2,8            | 0,8            |                |                | 4,8            |
| 1972/73                                                                                  | Чикаго     | 43               |                  | 9,5              | 45,2             |                  | 75,9             | 2,7              | 0,4              |                  |                  | 5,1              | 6              |                | 13,2           | 35,3           |                | 75,0           | 3,0            | 0,3            |                |                | 4,5            |
| 1973/74                                                                                  | Чикаго     | 73               |                  | 16,8             | 45,0             |                  | 80,0             | 3,9              | 0,4              | 0,3              | 0,5              | 9,4              | 11             |                | 13,6           | 30,7           |                | 100,0          | 4,0            | 0,5            | 0,4            | 0,5            | 5,5            |
| 1974/75                                                                                  | Нью-Йорк   | 17               |                  | 7,8              | 36,1             |                  | 77,8             | 2,2              | 0,1              | 0,2              | 0,1              | 1,9              | Не участвовал  | Не участвовал  | Не участвовал  | Не участвовал  | Не участвовал  | Не участвовал  | Не участвовал  | Не участвовал  | Не участвовал  | Не участвовал  | Не участвовал  |
| 1974/75                                                                                  | Детройт    | 41               |                  | 25,1             | 50,0             |                  | 84,3             | 5,3              | 0,4              | 0,5              | 0,6              | 10,6             | 3              |                | 30,7           | 54,8           |                | 85,7           | 6,7            | 0,0            | 1,7            | 0,3            | 17,3           |
| 1975/76                                                                                  | Детройт    | 75               |                  | 19,8             | 46,9             |                  | 75,3             | 3,9              | 0,3              | 0,4              | 0,5              | 8,9              | 9              |                | 23,7           | 52,6           |                | 88,2           | 4,7            | 0,7            | 0,8            | 0,6            | 13,0           |
| 1976/77                                                                                  | Детройт    | 78               |                  | 28,2             | 48,3             |                  | 85,8             | 5,9              | 0,7              | 0,6              | 0,9              | 13,2             | 3              |                | 32,7           | 61,7           |                | 50,0           | 5,7            | 0,7            | 0,7            | 1,3            | 20,0           |
| 1977/78                                                                                  | Детройт    | 8                |                  | 13,4             | 37,2             |                  | 57,1             | 2,1              | 0,3              | 0,4              | 0,6              | 4,5              | Не участвовал  | Не участвовал  | Не участвовал  | Не участвовал  | Не участвовал  | Не участвовал  | Не участвовал  | Не участвовал  | Не участвовал  | Не участвовал  | Не участвовал  |
| 1977/78                                                                                  | Нью-Джерси | 55               |                  | 22,1             | 49,5             |                  | 81,1             | 4,8              | 0,7              | 0,5              | 0,6              | 12,8             | Не участвовал  | Не участвовал  | Не участвовал  | Не участвовал  | Не участвовал  | Не участвовал  | Не участвовал  | Не участвовал  | Не участвовал  | Не участвовал  | Не участвовал  |
|                                                                                          | Всего      | 457              |                  | 18,7             | 46,9             |                  | 80,2             | 4,1              | 0,5              | 0,4              | 0,6              | 9,2              | 36             |                | 18,4           | 45,9           |                | 84,6           | 4,2            | 0,5            | 0,7            | 0,6            | 9,3            |
| Наведите курсор мыши на аббревиатуры в заголовке таблицы, чтобы прочесть их расшифровку. |            |                  |                  |                  |                  |                  |                  |                  |                  |                  |                  |                  |                |                |                |                |                |                |                |                |                |                |                |

### Статистика в NCAA
| Сезон | Команда   | Conf  | Class | GP | GS | MPG | FG%  | 3P% | FT%  | RPG  | APG | SPG | BPG | PPG  |
| --- | --------- | ----- | ----- | -- | -- | --- | ---- | --- | ---- | ---- | --- | --- | --- | ---- |
| 1968/69 | Вилланова | Ind   | SO    | 26 |    |     | 47,8 |     | 70,3 | 14,5 |     |     |     | 22,4 |
| 1969/70 | Вилланова | Ind   | JR    | 29 |    |     | 46,0 |     | 75,4 | 15,4 |     |     |     | 22,2 |
| 1970/71 | Вилланова | Ind   | SR    | 34 |    |     | 53,0 |     | 74,3 | 14,8 |     |     |     | 23,5 |
| Всего | Всего     | Всего | Всего | 89 |    |     | 49,2 |     | 73,5 | 14,9 |     |     |     | 22,8 |
| Наведите курсор мыши на аббревиатуры в заголовке таблицы, чтобы прочесть их расшифровку Статистика приведена с сайта sports-reference.com |           |       |       |    |    |     |      |     |      |      |     |     |     |      |

## Комментарии
1. ↑  Позднее выбор был отменён из-за того, что ранее, в январе 1971 года, игрок подписал контракт с профессиональный командой «Питтсбург Кондорс», выступавшей в Американской баскетбольной ассоциации (АБА).